# Boeing B-52 Stratofortress

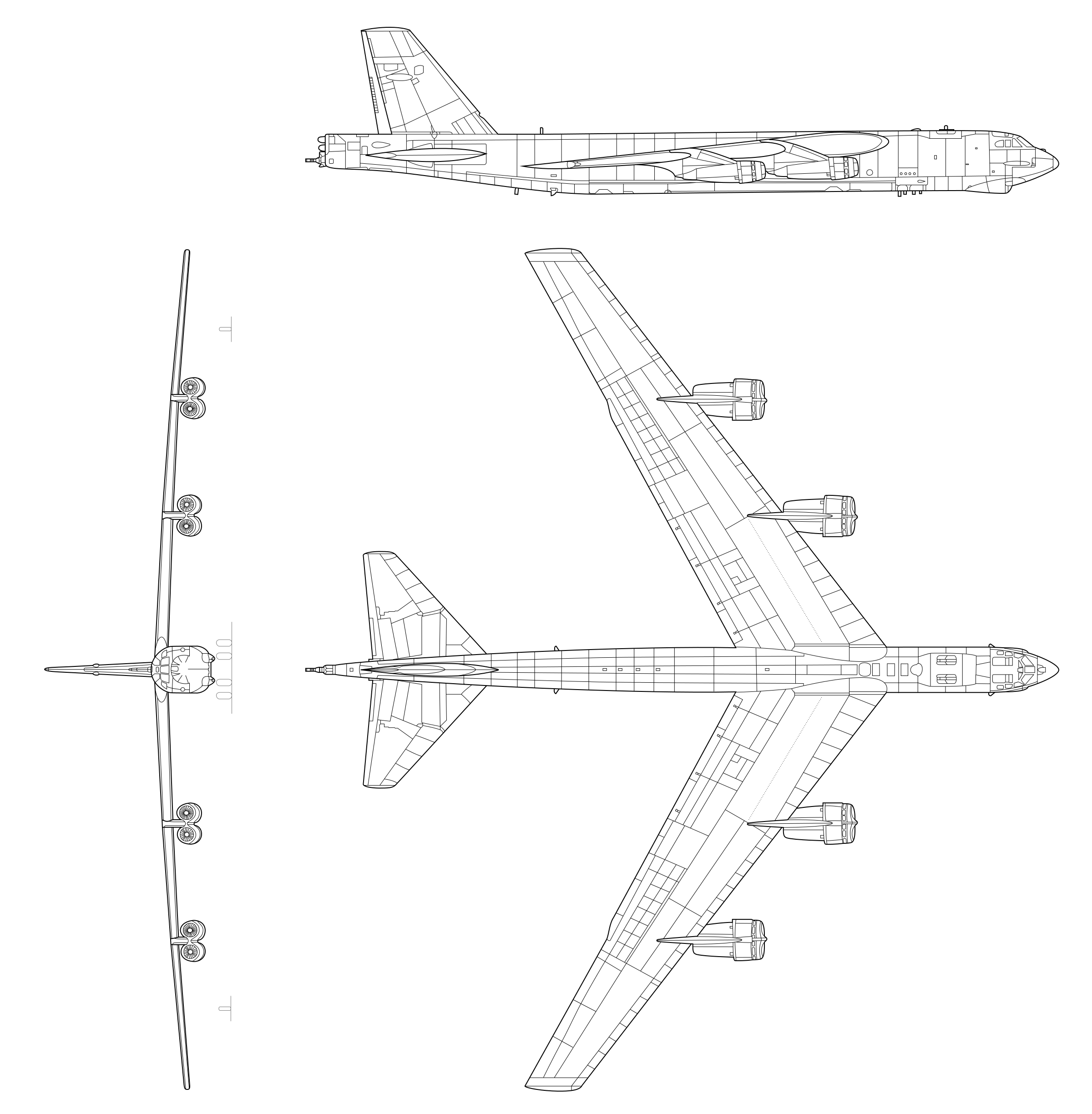
Boeing B-52H Stratofortres

De B-52 Stratofortress is een Amerikaanse zware bommenwerper voor de lange afstand (geschikt voor nucleaire of conventionele bommen), gebouwd door Boeing. Hoewel het toestel een overblijfsel van de Koude Oorlog is, en voor het eerst werd ingezet tijdens de Vietnamoorlog, speelt het nog steeds een belangrijke rol in operaties van de Amerikaanse luchtmacht. 40% van de bommen tijdens Operatie Desert Storm werden uitgeworpen door B-52's.
Het toestel kreeg vanwege zijn uitstraling en vernietigingskracht de bijnaam BUFF, "Big Ugly Flying Fellow" of "Big Ugly Fat Fucker".

## Achtergrond
Al vele decennia is de B-52 Stratofortress de ruggengraat van de Amerikaanse luchtmacht, en daarmee tevens hun oudste operationele toestel. De B-52 is in staat om een groot arsenaal van verschillende types bommen af te werpen (zie Bewapening). Het toestel wordt voortdurend gemoderniseerd en zal vermoedelijk nog tot 2050 in dienst blijven.
De B-52A vloog voor het eerst in 1954; het B-model kwam in dienst in 1955. In totaal zijn er 744 toestellen gebouwd. De laatste werden in oktober 1962 geleverd, en waren van het type B-52H. Alleen dit type wordt thans nog gebruikt. Hiervan zijn 102 toestellen gebouwd; de eerste B-52H werd geleverd in mei 1961.
Als gevolg van de START II-verdragen heeft de B-52H geen nucleaire taken meer. De nucleaire taak van de B-52H is overgegaan op de Rockwell International B-1 Lancer en de Northrop-Grumman B-2 Spirit. De B-52H kan meer dan twintig in de lucht te lanceren kruisvluchtwapens meenemen.
Er vlogen ooit 744 verschillende B52's bij de United States Air Force. In 2024 waren er nog 76 B52H's in dienst.

## Geschiedenis
De B-52 is oorspronkelijk ontworpen ter vervanging van de Convair B-36 Peacemaker en bedoeld voor langdurige missies op grote hoogte voor het afwerpen van atoombommen.
- XB-52 was de experimentele versie die de eerste vlucht maakte op 15 april 1952
- de eerste B-52A-toestellen vlogen in juni 1954
- de eerste B-52B-operationele versie werd in juni 1955 als langeafstandsbommenwerper en verkenner bij de USAF geïntroduceerd; de versie had een beter navigatiesysteem om aan te vallen
- de B-52C en D volgden in maart 1956; de C was uitgerust met twee enorme vleugeltanks en verbeterde avionica en de D kreeg een sterker airframe. De D vormde niet alleen jarenlang de ruggengraat van het Strategic Air Command (SAC), maar werd later ook ingezet voor conventionele aanvallen in Vietnam.
- de B-52 E werd in oktober 1957 uitgebracht met een nieuw bombardeer-navigatiesysteem dat ook geschikt was voor laagvliegmissies. Dit vanwege sterke verbeteringen in de luchtafweer van de Sovjet-Unie.
- de B-52F werd in januari 1958 uitgebracht, deze had verbeterde J-57-motoren met meer vermogen.

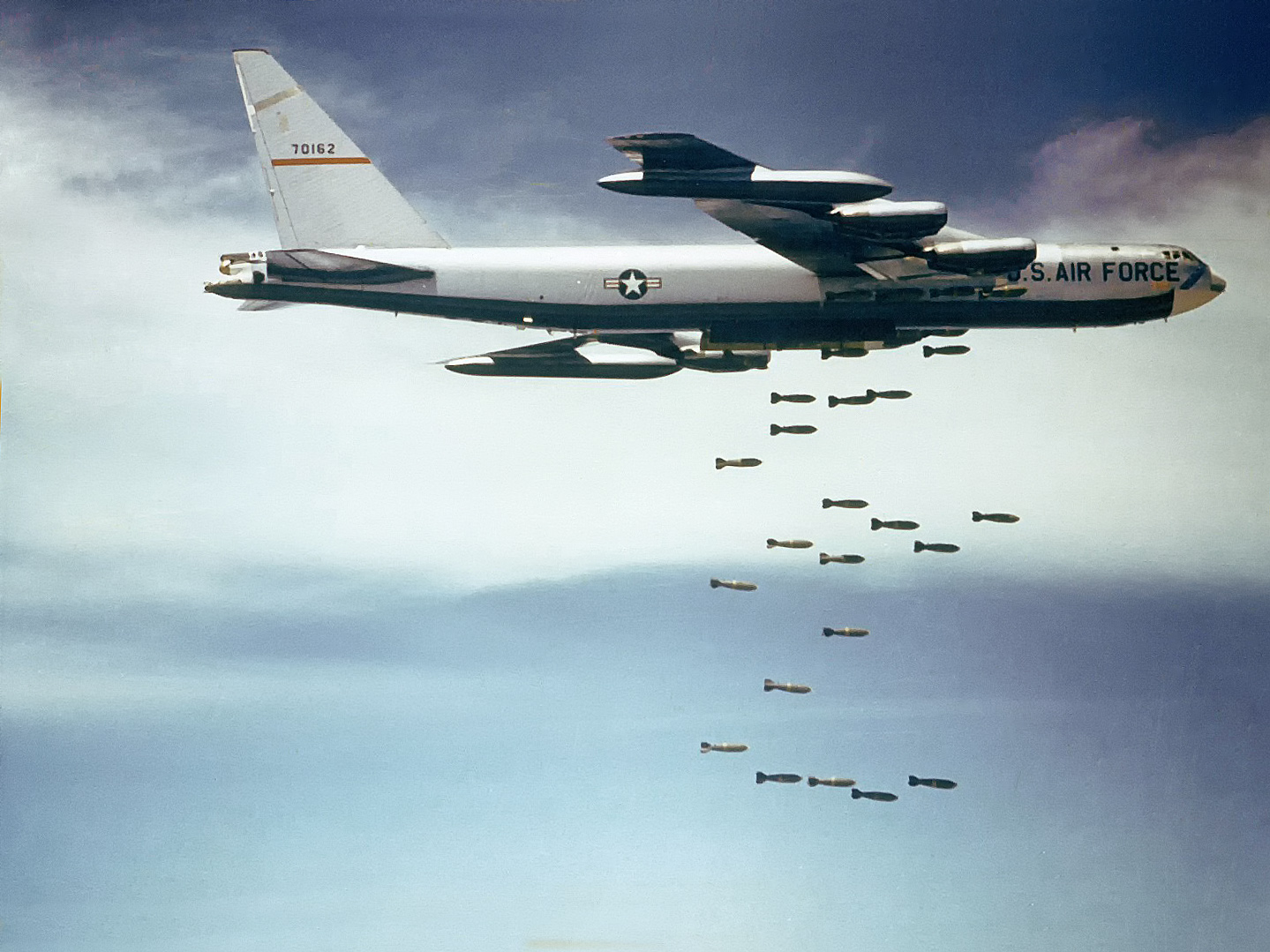
De B52C was uitgerust met twee enorme tiptanks onder de vleugels

### Tweede generatie
De productie van de B-52G in augustus 1958 vormde de introductie van de 2e generatie B-52’s. Het toestel had dezelfde basis-airframe-structuur, maar was gebouwd volgens een totaal nieuw concept, met andere materialen en met totaal vernieuwde systemen. Dit resulteerde in een veel lager leeggewicht, minder onderhoud en een groter bereik door toepassing van andere wapens en verbeterde elektronische afweersystemen. Het toestel kon intern de ouderwetse vrijeval-atoombommen meevoeren, maar onder de vleugels ook de nucleaire AGM-28 Hound Dog-stand-offraket en de McDonnell ADM-20 Quail-decoyraket waarmee het toestel beter inzetbaar werd.
De G versie bleef operationeel tot in 1994. Daarna werden de toestellen vernietigd vanwege het tussen de Verenigde Staten en de Sovjet-Unie gesloten SALT-akkoord.

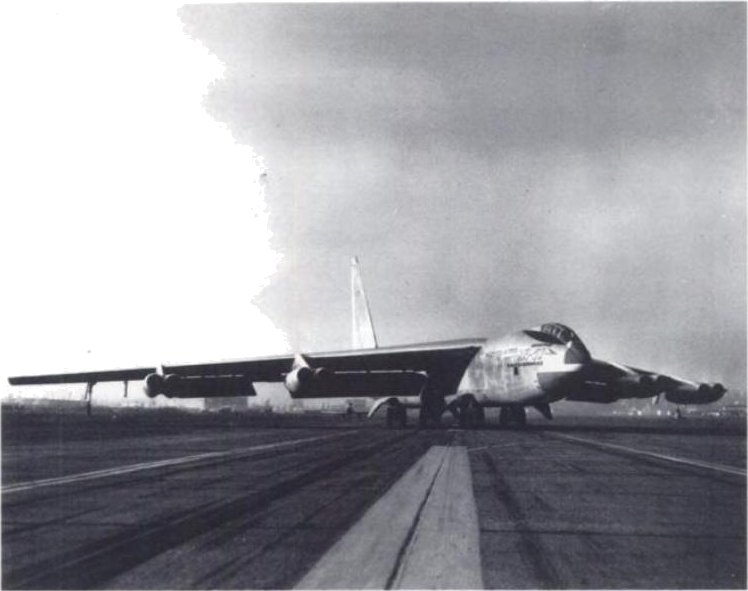
Boeing XB-52 tijdens een 'crablanding'

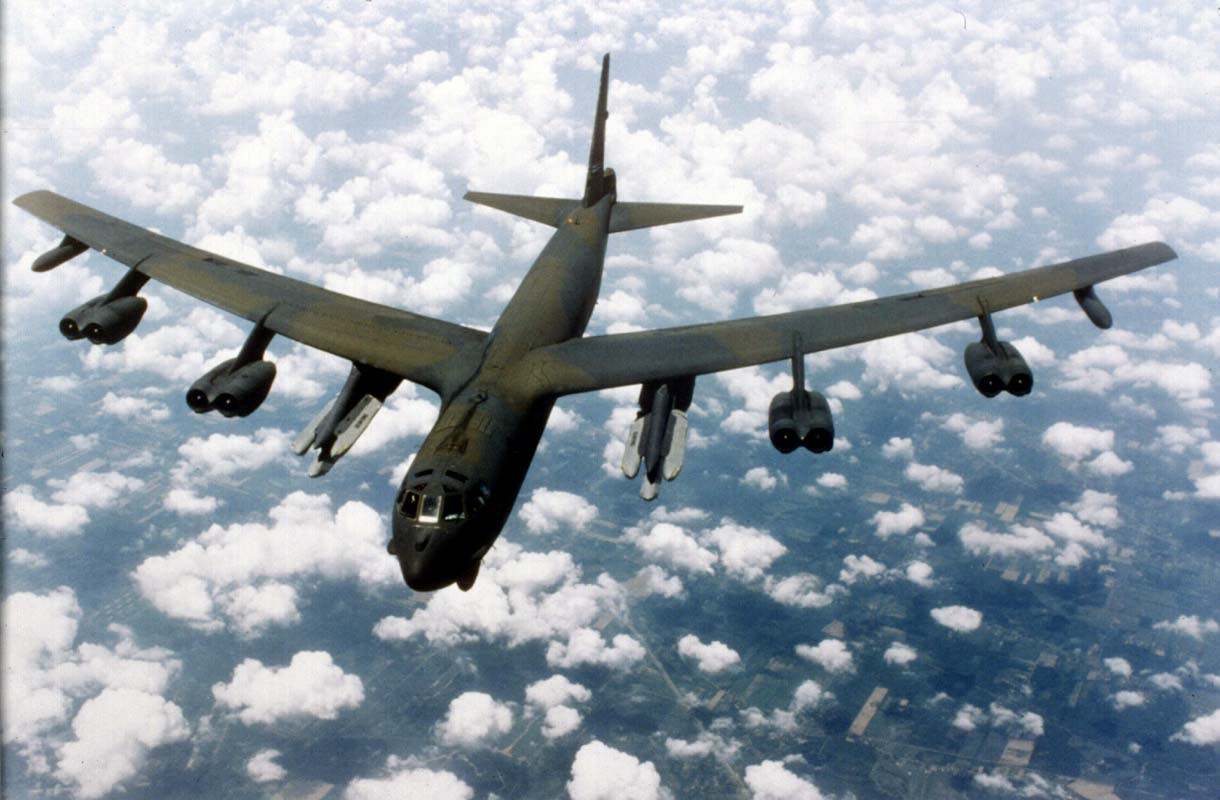
Een B52H met AGM-158 JASM's

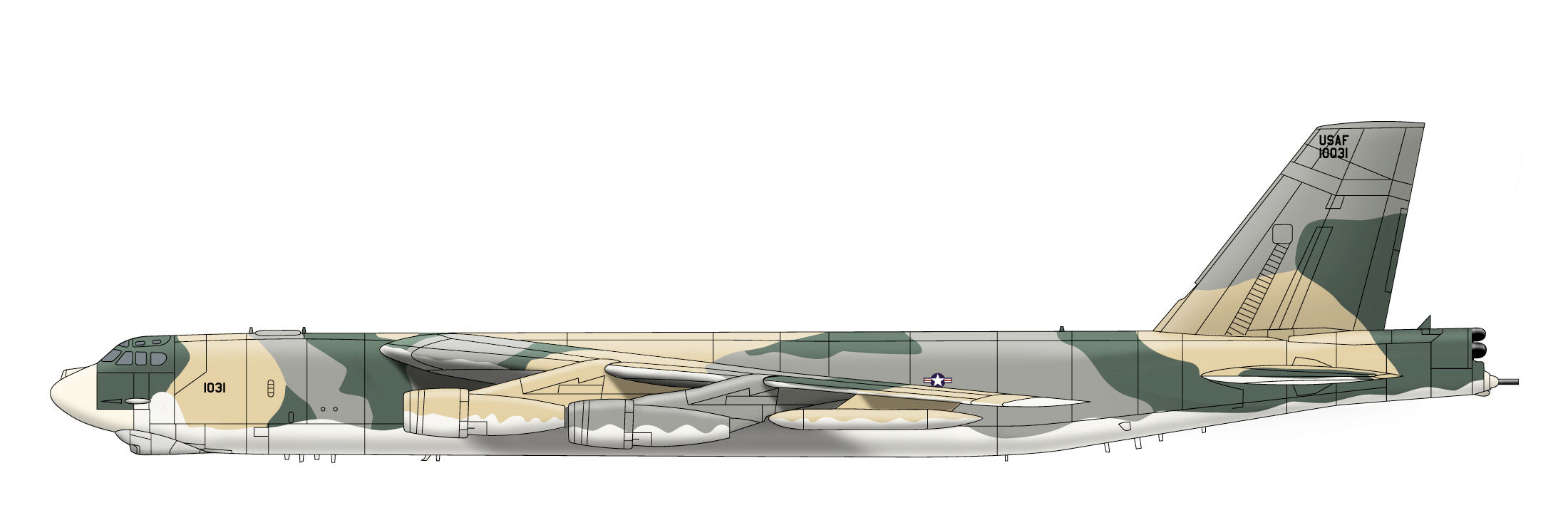
Een B-52H in camouflagekleuren

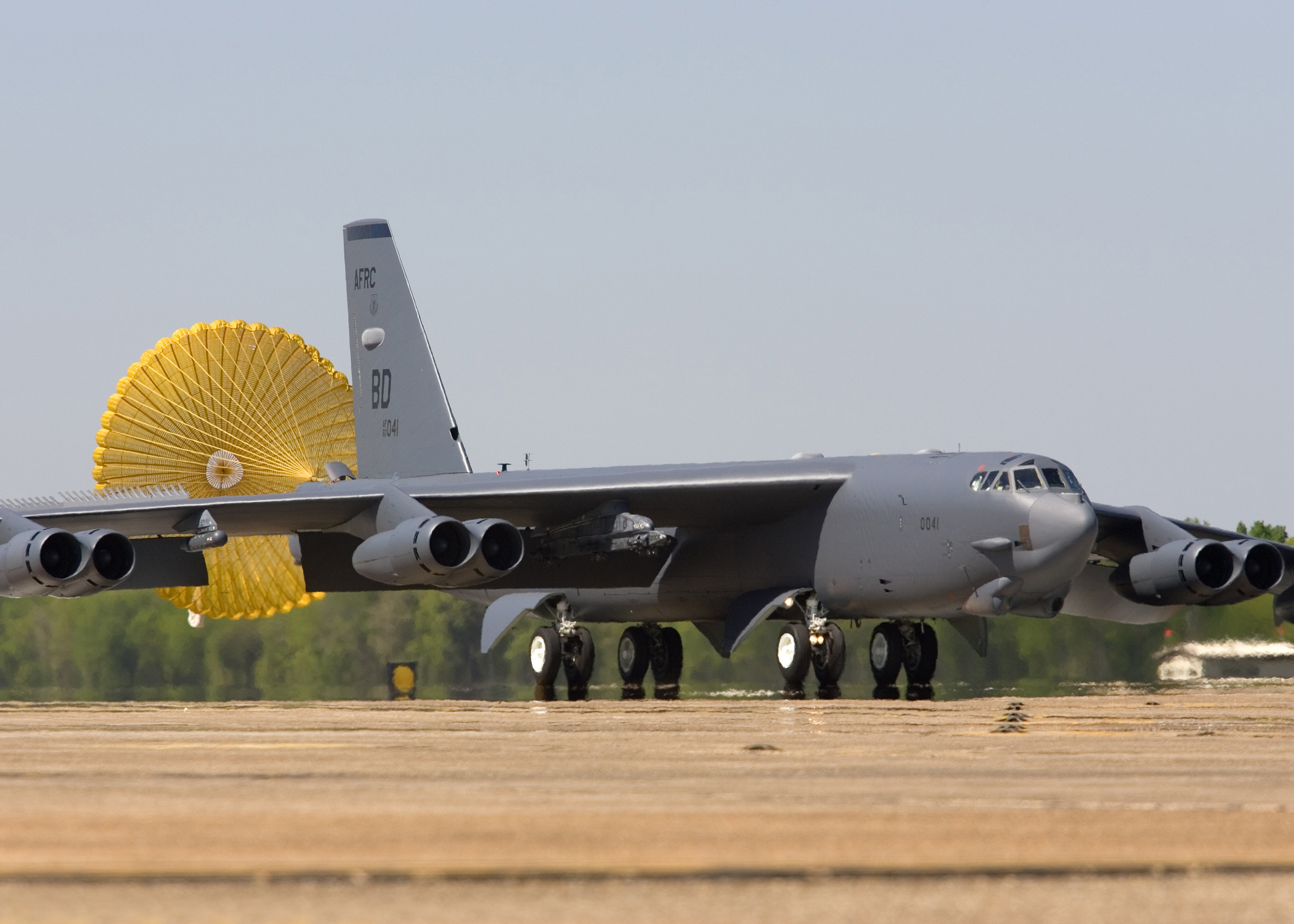
De B-52 tijdens de landing (met remparachute)

De B-52H-eindversie werd in 1961 operationeel. Dit toestel was uitgerust met Pratt & Whitney TF-33-motoren en een roterend zesloops 20mm-Vulcankanon in de staart in plaats van vier automatische machinegeweren. Ook was het voorzien van sterk verbeterde avionica waarmee nog lager kon worden gevlogen dan al mogelijk was.
Enkele van de laatste noemenswaardige strijdacties waren de marathonvluchten tijdens de Golfoorlog. Voor de eerste aanval "Senior Surprise" werden 7 B-52's uitgerust met de allernieuwste ALCM-raketten met een conventionele lading. Na 11 265 km vliegen bereikten ze hun doel en verwoestten ze in één grote actie een groot deel van de Iraakse tactische posities.

## Bijzonder landingsgestel
Een B-52 heeft een ongebruikelijk landingsgestel om bij zijwind te landen volgens een methode die als crab-techniek bekend is, zie de foto.
Het landingsgestel bestaat uit vier dubbele hoofdwielen die achter elkaar onder de romp geplaatst en bovendien bestuurbaar zijn (en twee kleine zijwielen onder de vleugeltippen). Door de acht hoofdwielen parallel aan de hartlijn van de landingsbaan te draaien, onafhankelijk van de feitelijke oriëntatie van het toestel, kan de B-52 met zijwind landen zonder grote zijdelingse krachten op het landingsgestel.

## Uitrusting
Gedurende zijn levensduur onderging de B-52 vele aanpassingen; de belangrijkste hiervan zijn wel de versterking van het airframe, de grote aantallen nieuwe systemen ten behoeve van elektronische tegenmaatregelen voor zelfbescherming en het toevoegen van uitwendige sensoren voor infrarood en voor low-light tv, wat zeer nauwkeurig navigeren en bombarderen mogelijk maakt.
Aanpassingen:
- invoering Global Positioning System (gps)
- invoering TACtical Air Navigator TACAN replacement system
- invoering Integrated Conventional Stores Management System
- invoering ARC-210/DAMA SATellite COMmunication Secure Voice system
- invoering verbeterde Electronic Counter-Measures
- Air Force Mission Support System
- EVS 3-in-1 (Electro View System, Scanning TV, Forward Looking Infra Red system)
- Night Vision Imaging System cockpit compatible lighting
- standard flight loads datarecorder
- avionics Midlife Improvement
- Fuel Temperature Monitoring System
- Panoramic Night Vision Goggles
- Advanced Infrared Expendables
- Advanced real Time Engine Health Monitoring System
- McDonnell ADM-20 Quail ECM system
- Closed Loop Sensor-To Shoot Data Collector/Transmitter
- Precision Targeting Radar
- B-52 Cockpit Modernization
- KY-58 VINSON encrypted secure voice communications
- Enhanced Bomber Mission Management System

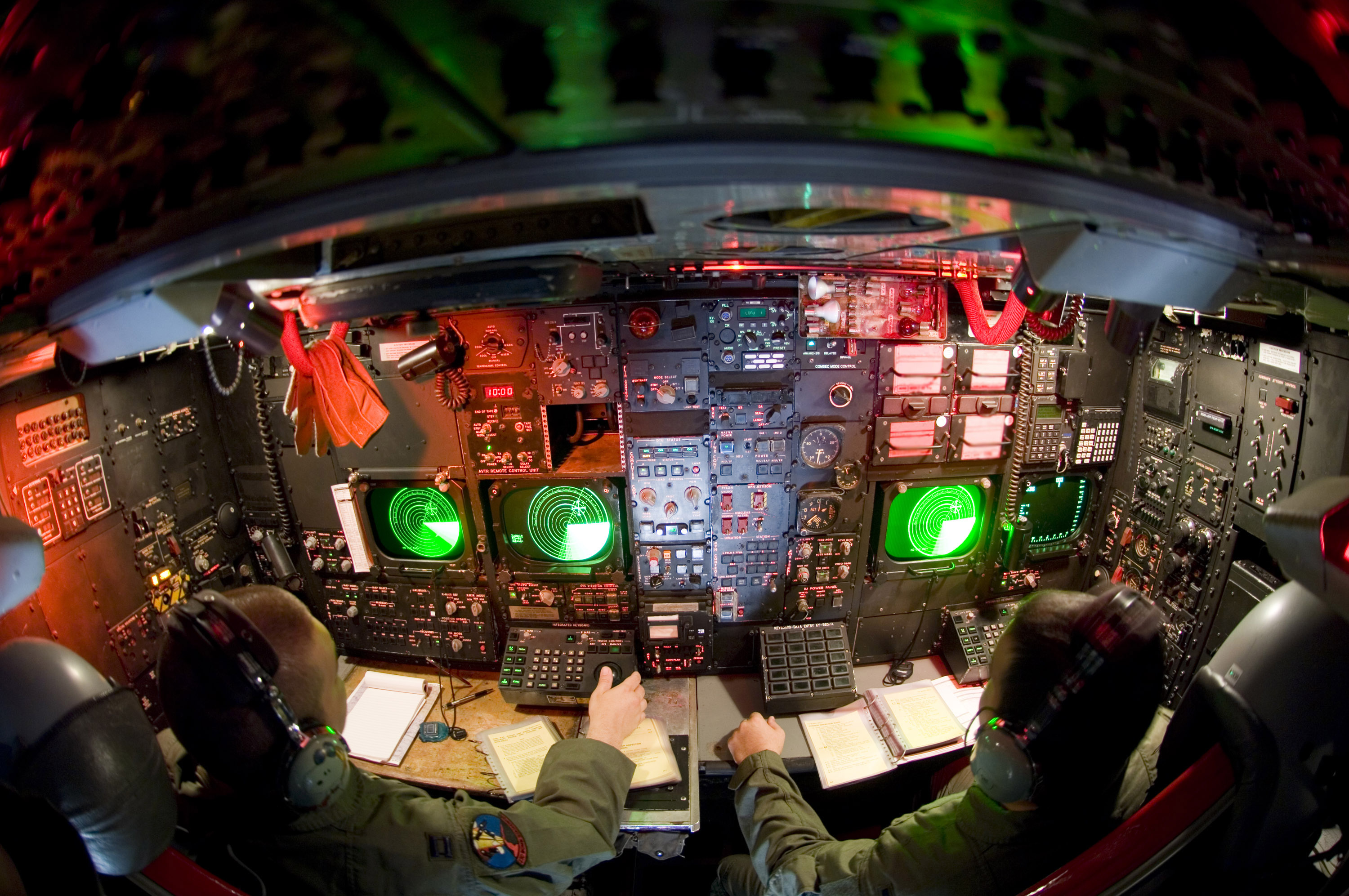
De benedendekse werkposities in de B-52; navigator en bommenrichter

- Chaff and Flare Dispenser Upgrade

## Bewapening
Ook werd in de loop van zijn levensduur de B-52 bewapening aangepast:
- tot 1967 was het toestel in staat tot het afwerpen van alle conventionele en nucleaire bommen
- in 1968 werd de stand-off AGM-28 Hound Dog-raket als wapen geïntroduceerd
- in de jaren 70 werd deze vervangen door de Boeing AGM-69 SRAM Short Range Attack Missile
- het toestel werd geschikt gemaakt voor gebruik van CBU-87/89/97-type clusterbommen en
- CBU-103/105 Wind Corrected Munition Dispensers
- GBU-31/32 Joint Direct Attack Munition (JDAM)
- AGM-86 nucleaire en AGM-86B conventionele Air Launched Cruise Missiles (ALCM)
- AGM-84 Harpoon
- AGM-129A Advanced Cruise Missile (ACM)
- AGM-142 Have Nap
- AGM-154 Joint Stand-off Weapon
- AGM-158 Joint Air to Surface Stand-off Missile

## Bemanning
De bemanning van een B-52 bestaat uit vijf personen met werkposities op twee dekken.
Op het bovendek zitten de commandant, de piloot en de electronic warfare officer/kanonnier. Op het benedendek zitten de navigator en radarnavigator.

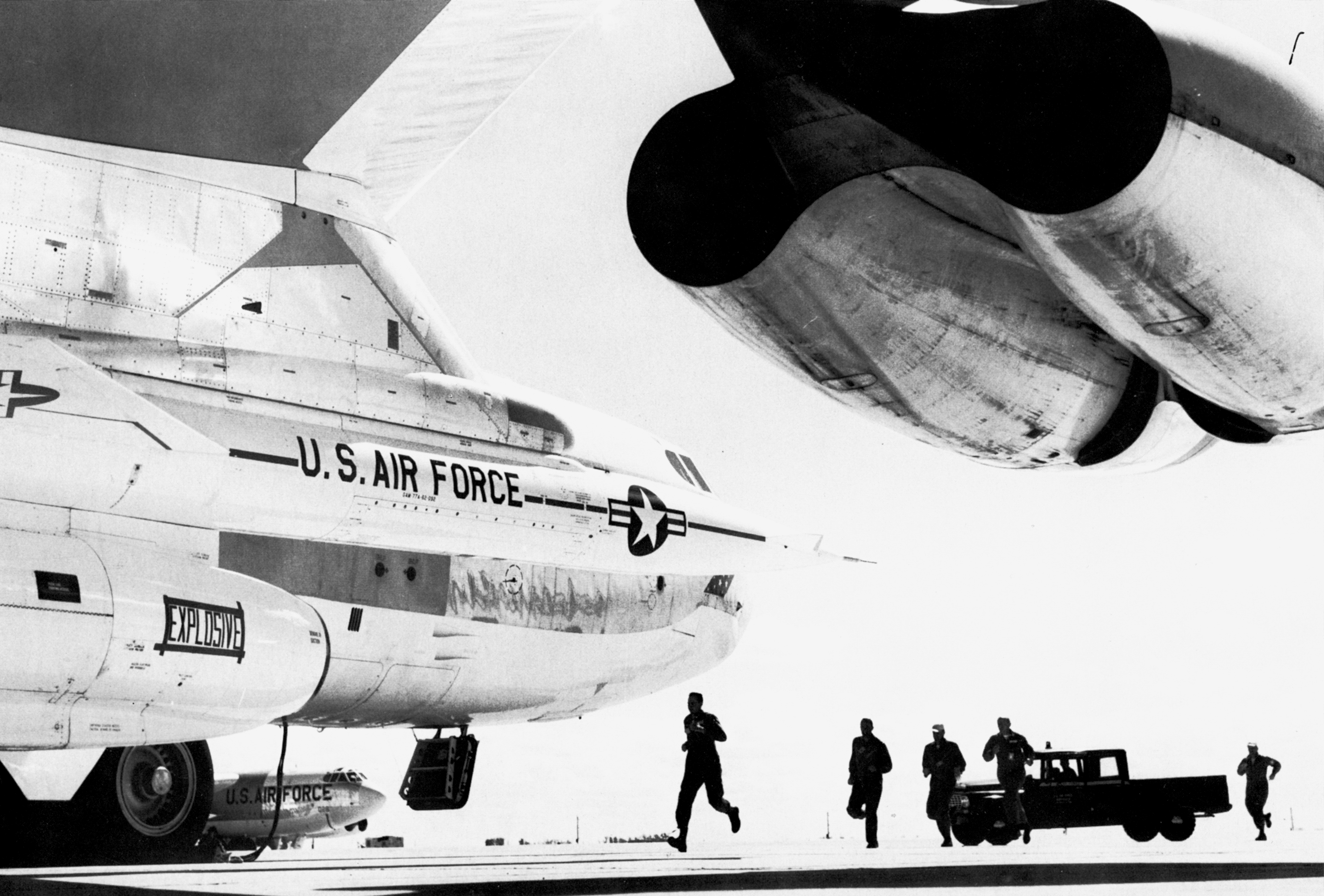
Koude oorlog stand-by inzet

## Inzet
Van 1955 tot 1991 werden B-52’s door het Strategic Air Command ingezet als langeafstandsbommenwerpers en waren ze op de grond en in de lucht stand-by als nucleaire vergeldingswapens waar nooit een beroep op is gedaan.
De B-52 is ook ingezet als lanceerplatform voor de North American X-15 eind jaren 1950 en jaren 1960.
De X-15 werd, bevestigd onder een van de vleugels van de B-52, naar een bepaalde hoogte gebracht waarna na ontgrendeling de raketmotor werd gestart en het toestel op eigen kracht haar missie voltooide.
In juni 1965 bombardeerden conventioneel geladen B-52’s voor het eerst doelen in een gebied dat men de IJzeren Driehoek noemde in Vietnam. Met deze operatie Arclight begon het acht jaar durende luchtoffensief in Zuidoost-Azië. Gedurende deze periode gingen 31 B-52’s in acties verloren, achttien werden door de vijand neergeschoten, de andere dertien door andere oorzaken. De laatste luchtaanval vond plaats in januari 1973.
Tijdens de Golfoorlog in 1990 werden opnieuw B-52’s ingezet. Opererend vanaf diverse bases in Europa, het Midden-Oosten en de Verenigde Staten volbrachten ze 1741 missies.
In 1998 volgde een hernieuwde inzet tegen het Servische leger, gedurende de NAVO-operatie Allied Force in het Kosovo-conflict.
De B-52 werd eveneens ingezet gedurende operatie Enduring Freedom tegen stellingen van de Taliban in Afghanistan.
Op 9 april 2016 maakten de Verenigde Staten bekend de B-52 te zullen gaan inzetten tegen IS.